# Monomma brunnipes
Monomma brunnipes is een keversoort uit de familie somberkevers (Zopheridae). De wetenschappelijke naam van de soort werd in 1844 gepubliceerd door Félix Édouard Guérin-Méneville.